# Platyphasia wilsoni
Platyphasia wilsoni is een tweevleugelige uit de familie langpootmuggen (Tipulidae). De soort komt voor in het Australaziatisch gebied.